# Levenswiel

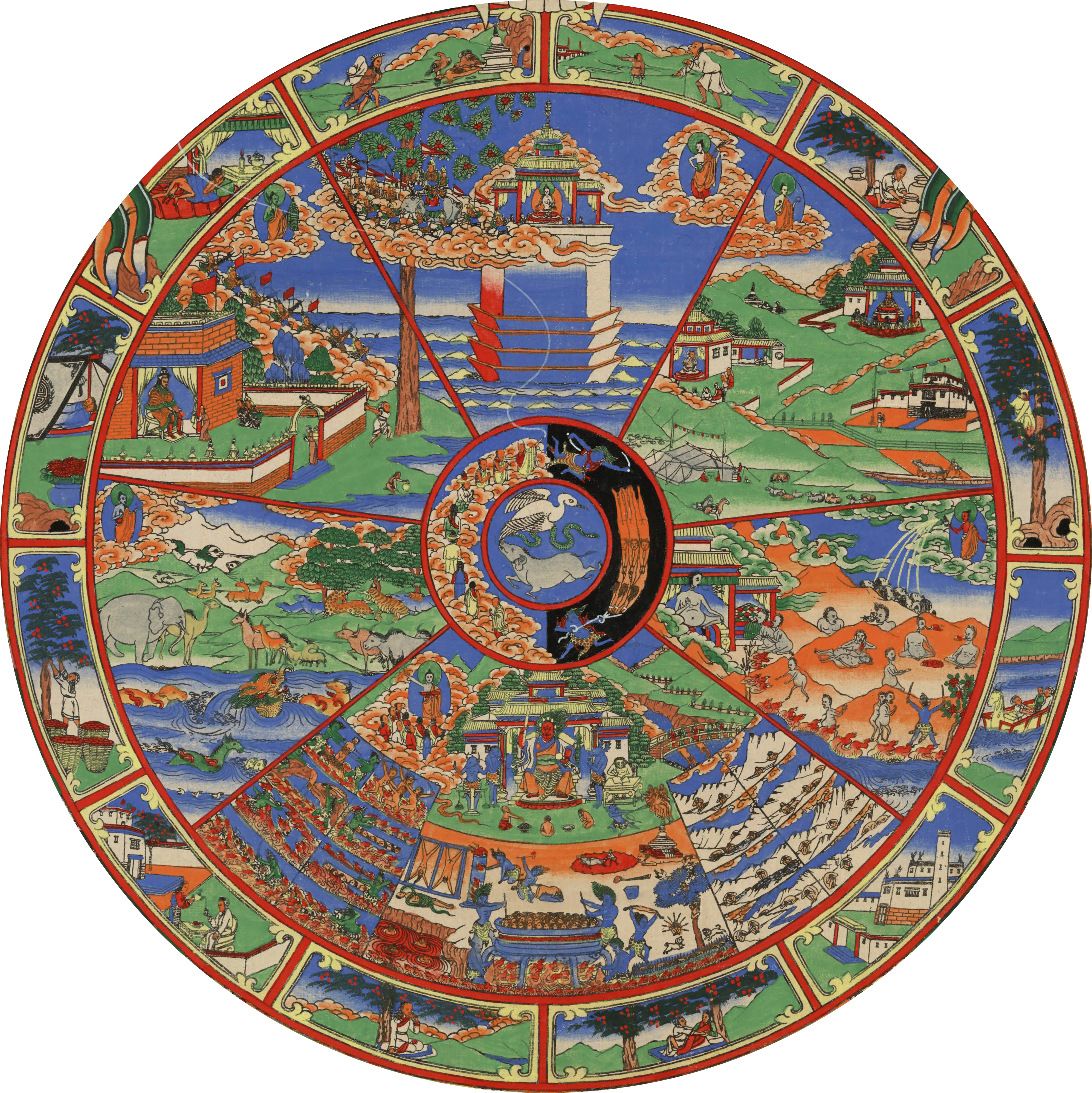
Een voorbeeld van het levenswiel.

Het Levenswiel of  de Wiel van het Leven is een leer uit het Tibetaans boeddhisme waarin diverse boeddhistische concepten samenkomen. Deze concepten worden tezamen grafisch in het Wiel verbeeld. Deze van generatie op generatie overgeleverde visuele weergave dient als uitgangspunt voor het onderricht in de boeddhistische leer. Leerstellingen die in het Wiel van het Leven behandeld worden zijn onder andere: karma, wedergeboorte, Mara, de drie mentale vergiften, samsara, dukkha, het afhankelijk ontstaan, het Achtvoudig Pad, verlichting en het Bodhisattva- en Boeddhaschap. De drie mentale vergiften worden altijd gesymboliseerd door de haan (begeerte), de slang (aversie) en het varken (onwetendheid) die in de middelste cirkel van het levenswiel worden afgebeeld. De drie dieren houden elkaar vast door in elkaar staart te bijten wat 'onderlinge afhankelijkheid' (tendrel) symboliseert.  
In het 'Wiel van het Leven' worden de vijf bestaansrijken van het godenrijk, het mensenrijk, het dierenrijk, de peta's en het hellenrijk onderscheiden.
Soms wordt het godenrijk gesplitst in twee, waarbij de hogere goden dan onderscheiden worden van de Asuras, die een soort 'gevallen goden' zijn. De Asuras zijn dan in gevecht met de normale goden, en verliezen meestal de strijd. In totaal zijn er in dit geval dan zes bestaansrijken.

## Filmografie
Wheel of Time is een film van Werner Herzog uit 2003 met de kalachakra als thema.